# Villers-lez-Heest
Villers-lez-Heest is een plaats en deelgemeente van de Belgische gemeente La Bruyère. Villers-lez-Heest ligt in de Waalse provincie Namen en was tot 1 januari 1977 een zelfstandige gemeente. De gemeente ontstond in 1887 toen het dorp afgesplitst werd van de gemeente Warisoulx.

## Demografische ontwikkeling
- Bronnen:NIS, Opm:1831 tot en met 1970=volkstellingen, 1976= inwoneraantal op 31 december